# Hồng Cát Đồng truyện

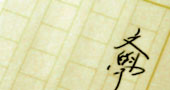

Hồng Cát Đồng truyện (Tiếng Triều Tiên: 홍길동전, Hán ngữ: 洪吉童傳, "Hong Gil-dong jeon") là một bộ tiểu thuyết khuyết danh thuộc thể loại chuyện kể anh hùng, xuất hiện vào khoảng đầu thế kỷ XVII dưới triều đại Triều Tiên. Tác phẩm này được cho là của Heo Gyun (허균, 1569–1618).

## Nội dung
Vào triều vua Sejong (Thế Tông: 1418 – 1450), Tể tướng họ Hong (Hồng) cưới cô họ Ryu (Lưu) rồi sinh được một người con trai, đặt tên là InHeong (Nhân Hoành). Tiếp sau, vị Tể tướng lại lấy một tỳ thiếp, cũng sinh được một cậu con trai, đặt tên là Gil Dong (Cát Đồng). Cùng là con trai trong một gia đình quý tộc, nhưng vì là con trai của tỳ thiếp nên Cát Đồng bị mọi người kỳ thị, khinh rẻ. Vốn là người có bản lĩnh, nghị lực và ý chí cao, Cát Đồng không cam chịu mà quyết chí học hành, rèn luyện sức khỏe, theo học võ thuật, tự học binh pháp và pháp thuật với mong muốn bằng người anh em, khiến mọi người không thể khinh thị. Bấy giờ, một người thiếp khác của Tể tướng họ Hồng được sủng ái sinh lòng đố kị mà gán cho mẹ con Cát Đồng nhiều chuyện thị phi, thậm chí còn thuê thích khách sát hại Cát Đồng. Khi phát hiện thích khách tới hãm hại mình, Cát Đồng đã dùng phép thuật giết chết thích khách cùng hai tên đồng bọn. Sau đó, Cát Đồng từ biệt mẹ, rời khỏi nhà Tể tướng để đi nơi khác. Trên đường đi, Cát Đồng tình cờ lạc vào sào huyệt của bọn đạo tặc. Chúng thấy tướng mạo tráng sĩ, lại chứng kiến sức lực hơn người, “nhấc tảng đá nặng cả ngàn cân”, võ thuật phi phàm không ai địch nổi bèn tôn Cát Đồng làm thủ lĩnh. Ngay sau đó, Cát Đồng cướp đoạt lại vàng bạc, tài sản quý giá của các chùa lớn và dùng mưu kế đánh bại đám quan quân đến truy bắt. Việc này đã hoàn toàn khuất phục các tiểu thủ lĩnh của đám đạo tặc. Cát Đồng từ đó thuyết phục, chỉ bảo thuộc hạ làm những điều khác trước, lập ra Tế bần đảng, hoạt động rộng khắp 8 tỉnh của Choseon. Triều đình huy động quan quân đánh dẹp, thậm chí treo bảng yết thị thưởng cao cho người báo tin và bắt được Cát Đồng. Cát Đồng dùng phép thuật tạo thêm 7 người bằng cỏ rồi biến hóa giống như thật, tổng cộng là 8 người, cứ thế tung hoành khắp 8 tỉnh. Có người thì hóa trang thành quan ngự sử đi thị sát và bắt đám tham quan ô lại; có người thì dẫn Tế bần đảng đánh chiếm phủ quan, lấy của cải chia cho người nghèo. Triều đình kinh sợ, họp các đại thần tìm kế bắt Cát Đồng. Chúng ra lệnh bắt cha của Cát Đồng vốn là Tể tướng của triều trước và anh trai cùng cha khác mẹ để làm con tin, giam vào đại lao rồi thông báo khắp cả nước với ý đồ bắt Cát Đồng đầu hàng. Chẳng bao lâu sau, cả 8 Cát Đồng đều xuất hiện ở phủ đường, đều nhận mình là Cát Đồng thật. Nhà vua đích thân thẩm vấn cố tìm cho ra Cát Đồng thật mà cũng không có kết quả. Người cha chứng kiến việc đó, lo lắng quá liền bị thổ huyết ngất đi. Cả 8 người đều khóc cha, lấy thuốc cho cha dùng, hồi lâu mới tỉnh. Sau đó, 8 người đồng thanh nói rõ với nhà vua rằng, những điều mà Tế bần đảng đã làm trong thời gian qua là diệt trừ tham quan ô lại, cứu giúp dân nghèo. Từ nay trở đi, họ sẽ rời khỏi Choseon, không làm điều gì nữa. Nói đoạn, cả 8 Cát Đồng đều ngã lăn xuống đất, hóa thành người cỏ. Tuy vậy, nhà vua vẫn chưa vừa ý, ra lệnh giam cha anh Cát Đồng vào xe tù, chuyển về kinh đô. Cát Đồng bèn xuất hiện trước mặt cha và anh chịu trói và bị buộc vào xe tù. Khi xe tù về đến kinh thành, Cát Đồng dùng phép thuật hóa thân, phá tan xe tù rồi bay lên chín tầng mây. Triều đình lại dùng mưu kế khác, giả ban cho Cát Đồng chức Binh tào phán thư dụ cho Cát Đồng vào triều rồi sai đao phủ giết. Cát Đồng biết rõ chuyện đó nhưng vẫn ung dung vào triều, tới trước điện vua, cảm tạ ân ban nhưng không nhận chức rồi cưỡi gió vượt lên không trung.
Từ trên không trung, Cát Đồng nhìn thấy một hòn đảo vuông bảy trăm dặm, có tên là Tế đảo, đất đai phì nhiêu, thuận lợi cho việc cấy trồng bèn dẫn 3 nghìn thuộc hạ, lập ra hơn nghìn hộ sinh sống ở đây, hình thành nên một phong tục tập quán mới.
Trong thời gian ở đây, có lần trên đường lên núi Mang Tang hái thuốc, Cát Đồng đã ra tay cứu hai cô gái vốn là con của Bạch Long và Triệu Thiết bị yêu quái bắt đi. Hai người đã gả hai cô con gái cho Cát Đồng làm vợ và họ chung sống hạnh phúc, sinh được 3 trai 2 gái.
Thời gian sau, Cát Đồng được tin cha lâm bệnh nặng rồi mất bèn quay trở về Choseon, đưa linh cữu cha đến Tế đảo an táng.
Sau 3 năm chịu tang cha, Cát Đồng đem quân chinh phục Duật đảo rộng hơn nghìn dặm, tự lập làm quốc vương, tại vị 30 năm. Khi đã 70 tuổi, vào một ngày mây lành ngũ sắc bao phủ cung điện, một vị tiên ông hiện ra đưa Cát Đồng và hai vương phi về trời, để lại ba vương tử và hai công chúa.

## Di sản văn hóa
Ngoài danh tiếng là một tác phẩm văn học, Hong Gildong jeon đã được biết đến rộng rãi trong văn hóa Hàn Quốc thông qua các tác phẩm chuyển thể trên nhiều phương tiện khác nhau. Câu chuyện đã truyền cảm hứng cho các bộ phim, chương trình TV, truyện tranh, kể lại văn học, và trò chơi video, và tiếp tục được chuyển thể thường xuyên. Có một công viên giải trí Hong Gildong ở quận Jangseong, theo truyền thống được cho là nơi sinh của nhân vật, và một lễ hội Hong Gildong được tổ chức tại Jangseong mỗi năm.

## Chuyển thể thành phim
Năm 1986,Thông tấn xã Trung ương Triều Tiên sản xuất phim từ bộ truyện này và lấy ý tưởng từ bộ tiểu thuyết khuyết danh cùng tên của Triều Tiên xuất hiện vào đầu thế kỷ XVII, nguyên tác "Hồng Cát Đồng truyện" là bộ tiểu thuyết anh hùng chịu ảnh hưởng sâu sắc từ Thủy hử, nhưng có sự khác biệt về bối cảnh, nhân vật và động cơ hành hiệp. Rồi tới năm 2008, phim được làm lại bởi KBS - Hàn Quốc, phát sóng trên kênh KBS2 dưới định dạng phim truyền hình với tên gọi Khoái đao Hong Gil Dong.
Cho tới năm 2017, MBC lấy cốt truyện của Hong Gil Dong để sản xuất phim với tên gọi Giai thoại Hong Gil Dong. Phim được Đài Truyền hình Việt Nam, qua giọng thuyết minh Bùi Phương Dung và phát sóng trên VTV3 từ ngày 26 tháng 7 năm 2019. Phim Giai Thoại Về Hong Gil Dong kể về cuộc đời của Hong Gil Dong, người khai sáng ra thời đại Joseon, Hàn Quốc, là những câu chuyện, những giai thoại, điển tích về ông.